# Простір (телесеріал, сезон 3)
Третій сезон «Простору» завершує сюжетні лінії з «Війни Калібана» в епізодах 1-6 і використовує матеріал з «Брами Абаддона». Прем'єра відбулася 11 квітня 2018 року та виходила щосереди до 27 червня 2018 року, складалася із тринадцяти одногодинних епізодів. Дванадцятий і тринадцятий епізоди транслювалися разом як частина фінального вечора з подвійним епізодом каналом «Syfy». Виробництво почалося в травні 2017 року — зйомки почалися 12 липня 2017 року і завершені 5 грудня 2017-го. На сайті «Rotten Tomatoes» 3-й сезон отримав 100 % схвалення при 26 відгуках.

## У ролях
| Актор               | Роль                    |
| ------------------- | ----------------------- |
| Томас Джейн         | Джо Міллер              |
| Стівен Стрейт       | Джим Голден             |
| Кас Анвар           | Алекс Камал             |
| Домінік Тіппер      | Наомі Нагата            |
| Вес Четем           | Амос Бартон             |
| Френкі Адамс        | Роберта "Боббі" Дрейпер |
| Флоранс Февр        | Джулі Мао               |
| Шон Дойл            | Садавір Еррінрайт       |
| Шогре Аґдашлу       | Крісджен Авасарала      |
| Франсуа Шо          | Жуль-П'єр Мао           |
| Г'ю Діллон          | Саттон                  |
| Байрон Манн         | адмірал Нгуен           |
| Нік Тарабей         | Котіяр                  |
| Деніел Кеш          | Ентоні Дрезден          |
| Кевін Ганчард       | Сематімба               |
| Сара Аллен          | Гіллі                   |
| Мфо Коахо           | рядовий Тревіс          |
| Чад Коулмен         | Фред Джонсон            |
| Кара Джі            | Каміна Дрейпер          |
| Едріен Дж. Гріффітс | Нікіл                   |
| Карлос Гонсалес-Віо | Кортасар                |
| Деніел Малік        | татуйований Белтер      |
| Браян Джордж        | Арджун Авасарала        |
| Конрад Пла          | полковник Янус          |
| Сем Гантінгтон      | Соломон Епштейн         |
| Тед Віттолл         | Ітурбі                  |
| Пітер Аутербрідж    | Мартенс                 |
| Кле Беннет          | лейтенант Торсен        |
| Джаред Гарріс       | Андерсон Доуз           |
| Террі Чен           | Праксідайк Менг         |
| Грейс Лінн Кунг     | Доріс                   |
| Леа Медісон         | Мей                     |
| Рейчел Кроуфорд     | адміралка Пенья         |
| Джефф Сеймур        | Коршунов                |
| Еллісон Госсак      | Умеа                    |
| Гейдж Манро         | Джефферсон Еррінрайт    |
| Адам Севідж         | спеціаліст місії        |
| Еліас Туфексіс      | гібрид                  |

## Епізоди
| № п/п | № в сезоні | Назва                                        | Режисер         | Сценарист                                | Оригінальний показ | Оригінальний показ українською | Код            | Рейтинг        |
| --- | ---------- | -------------------------------------------- | --------------- | ---------------------------------------- | ------------------ | ------------------------------ | -------------- | -------------- |
| 1 | 24         | «Fight or Flight» «Бий або біжи»             | Брек Айснер     | Гоук Остбі; Марк Фергус                  | 11 квітня 2018     | Буде оголошено                 | Буде оголошено | Буде визначено |
| Земля оголошує Марсу війну. Команда «Росінанта» для втаємничнення змінює ім'я корабля на «Конторту» — в честь сосни, насіння якої може розвиватися, тільки обпалене вогнем. Команда проводить ремонт і випалює всі сліди протомолекули, пропускаючи одне приховане вогнище. Екіпаж у роздраї після визнання Наомі, що вона віддала протомолекулу астероїдянам. Фред Джонсон намагається домовитись з Доусом про союз. Еррінґрайт звинувачує Авасаралу в змові проти Уряду Землі, і домагається розпорядження від голови ООН про арешт Крісджен. Авасарала і Боббі рятуються на гоночній космічній яхті Мао, а на «Росінанті» команда на зло Наомі вирішує полетіти до Іо — на старий завод Мао, де можуть переховувати дочку Пракса. |            |                                              |                 |                                          |                    |                                |                |                |
| 2 | 25         | «IFF»                                        | Брек Айснер     | Тай Франк; Даніель Абрахам               | 18 квітня 2018     | Буде оголошено                 | Буде оголошено | Буде визначено |
| Оскільки мирні жителі Землі дедалі більше побоюються війни з Марсом, Естебан викликає старого друга методистського пастора і професора Аннушку «Анну» Воловодову — щоб допомогти переконати людей у тому, що Бог із Землею. Анна дратує Еррінрайта, закликаючи до стриманості. Жуль-П'єр Мао відвідує доктора Стрікленда на Іо, розглядаючи питання про закриття всього проєкту. Хоча Стрікленд вказує, що діти з Ганімеда можуть бути контрольованими господарями для протомолекули, включаючи Мей. Переслідуючи «Разорбек», люди Еррінрайта знову стріляють, і тіло Авасарали не може витримати силу прискорення, необхідну для втечі. Боббі надсилає марсіанський сигнал лиха, який приймає команда Голдена. Голден та Амос хочуть ігнорувати це — Алекс та Наомі хочуть допомогти. Пракс перериває зв'язок і вирішує допомогти їм. Голден запускає торпеди навколо «Разорбека» як щит, а потім використовує вибух для укриття, щоб підібратися ближче і вивести з ладу двигуни корабля ООН. Після того, як Амос урятував йому життя, Пракс визнає — він боїться того, що виявить на Іо. Хоча Амос каже, що Пракс не повинен відмовлятися від своєї дочки. Коли Авасарала втрачає свідомість, її та Боббі підбирають приголомшені Голден і команда.                                                                                                 |            |                                              |                 |                                          |                    |                                |                |                |
| 3 | 26         | «Assured Destruction» «Гарантоване знищення» | Джефф Вулноу    | Робін Вейт                               | 25 квітня 2018     | Буде оголошено                 | Буде оголошено | Буде визначено |
| Еррінрайт завдає превентивного удару по далеких військових об'єктах Марса. Анна каже Естебану намагатися втратити якнайменше життів, тому він відмовляється. Еррінрайт говорить Естебану, що він повинен покласти край цій війні, аби об'єднати людство проти всього, що походить від Венери. Тому Естебан змушує сили Землі атакувати. Несправність земної рейкової гармати дозволяє одній марсіанській ракеті вбити два мільйони людей у Південній Америці, що Еррінрайт розкриває Анні. Сигнал Котіяра та Тео сягає корабля ООН «Агата Кінг». Котіяр вбиває Тео, щоб зберегти таємницю смерті Авасарали. Адмірал ООН Нгуєн вважає, що Авасарала жива і є зрадницею та готується звинуватити Котіяра в державній зраді. Капітан Саутер з «Агати Кінг» вірить розповіді Котіяра про Еррінрайта, але Нгуєн перебирає командування і наказує кораблю вирушити на Іо. Мао починає зближуватися з Мей. Він вимагає, щоб проєкт був закритий, коли інфікована дитина починає вмирати. Авасарала одужує та розповідає команді про роль Мао і Боббі на Ганімеді. Голден, як і раніше, не хоче вплутуватися у війну. Алекс отримує повідомлення від своєї сім'ї, що він їм більше не потрібний. Авасарала обурена, що Наомі передала протомолекулу Фреду Джонсону. Наомі клянеться, що ніколи не дозволить Авасаралі або Землі отримати зразки протомолекули. |            |                                              |                 |                                          |                    |                                |                |                |
| 4 | 27         | «Reload» «Перезавантаження»                  | Джефф Вулноу    | Ден Новак                                | 2 травня 2018      | Буде оголошено                 | Буде оголошено | Буде визначено |
| Драммер забирає «Наву». Естебан вимовляє промову Анни, але вона виправлена Еррінрайтом, щоб ще більше виправдати руйнування Марса перед тим, як мати справу з Венерою. Анна відчуває огиду і готується відійти. У екіпажу дуже мало палива, і він готується перекачати його з переможеного марсіанського корабля, але знаходить трьох марсіанських піхотинців, що вижили. Авасарала переконує Голдена надіслати запис про зраду Еррінрайта Анні, щоб вона могла додзвонитися до Естебана; шокуючи її, коли вона збирається йти. Трьом марсіянам неприємно, що вони знаходяться на вкраденому військовому кораблі. Вони хочуть захопити його, побивши Алекса і взявши його та Наомі у заручники. Тільки Боббі може їх умовити. Голден відремонтував марсіанський корабель, щоб вони могли з'єднатися зі своїм флотом, давши їм копію запису Еррінрайта, щоби передати їх капітанові, якому Авасарала хоче передати «Агату Кінг». На Іо доктор Стрікленд таємно продовжує працювати з інфікованим другом Мей. Мао спочатку лютує, але коли бачить, що хлопчик спілкується з протомолекулою на Венері і навчається, вириваючи і розбираючи органи своєї медсестри, розуміє — це ключ до всього. |            |                                              |                 |                                          |                    |                                |                |                |
| 5 | 28         | «Triple Point» «Потрійна точка»              | Девід Гроссман  | Гоук Остбі; Марк Фергус                  | 9 травня 2018      | Буде оголошено                 | Буде оголошено | Буде визначено |
| Марсіанські морпіхи передають запис Еррінрайта капітану корабля «Гаммурапі». Авасарала визнає, що Землі потрібен зразок протомолекули, але вона хоче об'єднати людство і потребує допомоги Голдена, щоб покласти край війні. Наомі пояснює Голдену, чому вона віддала зразок протомолекули Поясу; вона лишила маленького сина у Поясі, і вважала, що — віддавши протомолекулу астероїдянам — захищала сина. У лабораторії хлопчик каже Мао, що роботу над Венерою майже завершено. Мао наказує заразити наступного суб'єкта, Мей. Адмірал Нгуєн наказує Мао передати йому контроль над протомолекулярними монстрами. Саутер та його команда піднімають заколот, оголошуючи Землі та Марсу, що вони хочуть відступити. Але Нгуєн вбиває Саутера і тих, хто йому відданий. Кораблі флоту ОНН відкривають вогонь один по одному. «Гаммурапі» пропонує допомогу будь-якому земному кораблю, який бажає відступити. Поранений Нгуєн запускає ракети, що містять протомолекулярні монстри. |            |                                              |                 |                                          |                    |                                |                |                |
| 6 | 29         | «Immolation» «Спалення»                      | Девід Гроссман  | Наген Шанкар                             | 16 травня 2018     | Буде оголошено                 | Буде оголошено | Буде визначено |
| Вважаючи, що група Голдена — це марсіанські морпіхи, Мао і Стрікленд готуються використовувати дітей як заручників. Хлопчик-гібрид нападає на Боббі. Ракета вражає «Агату Кінг» та заражає її. Голден захоплює Мао; Амос убиває Стрікленда. Заражений Котіяр знищує «Агату Кінг», щоб зупинити протомолекулу. Наомі розповідає Джонсону про гібридні ракети, і він їх знищує. На Землі Анна викриває Еррінрайта, який визнає свою зраду. Естебан наказує заарештувати Еррінрайта. Мао доставляють до Авасарали як бранця. Боббі і Алекс одужують, Пракс проводить час з Мей, а Голден возз'єднується з Наомі. Велика протомолекулярна структура злітає із поверхні Венери. |            |                                              |                 |                                          |                    |                                |                |                |
| 7 | 30         | «Delta-V» «Дельта-V»                         | Кеннет Фінк     | Джорджія Лі                              | 23 травня 2018     | Буде оголошено                 | Буде оголошено | Буде визначено |
| Протомолекула утворює Кільце — структуру, що обертається орбітою поза Ураном. Земля, Марс та Пояс відправляють флотилію для розслідування. СВП визнано урядом Пояса, який очолює Андерсон Доус і Фред Джонсон. Анна летить на Кільце із флотом ООН. Боббі, відновлена в корпус марсіанської морської піхоти, працює у марсіанському флоті. Марс подає до суду на команду «Росінанта» через корабель. Журналіст та її оператор допускаються на борт «Росінанта» — за оплату судових витрат знімальної групи. «Росінант» супроводжує флот СВП на Кільце. Наомі та Драммер командують флагманом СВП «Бегемот» (раніше «Наву»). Представника Доуса, колишнього пірата Клаеса Ешфорда, названо першим офіцером Драммер. Ешфорд застерігає Драммер, не дозволяючи їй викинути у відкритий космос торговця наркотиками. Технічну бригаду ООН, до складу якої входить Мельба Кох, відправлено на корабель підтримки наземного флоту. Кох закладає бомбу на кораблі та вбиває співробітника, який її виявляє. Гоночний корабель астероїдянина пролітає через Кільце і миттєво сповільнюється до повної зупинки, вбиваючи пілота. Голден, один у своїй каюті на «Росінанті», бачить Міллера, який сидить на своєму ліжку. |            |                                              |                 |                                          |                    |                                |                |                |
| 8 | 31         | «It Reaches Out» «Воно тягнеться»            | Кеннет Фінк     | Робін Вейт                               | 30 травня 2018     | Буде оголошено                 | Буде оголошено | Буде визначено |
| Мельба ховає тіло вбитого нею і повертається до «Томаса Прінса». Вона ненадовго знайомиться з Анною. Голден продовжує сканувати себе на предмет дефектів мозку та зараження протомолекулою, але не знаходить нічого. Міллер з'являється лише тоді, коли він один. Використовуючи позначки часу з відеозапису Моніки, Голден визначає, що Міллер вперше з'явився, коли гонщик пройшов крізь Кільце. Оператор Моніки змінює схему на «Росінанті». Міллер каже, що він слідчий, і вони з Голденом — інструменти для того, щоб дістатися до Кільця. Мельба знищує корабель «Шонг Ін» і відправляє хибне повідомлення, в якому Голден бере на себе відповідальність. «Росінант» не в змозі довести, що це підробка. На вимогу «Бегемота» Ешфорд стріляє у Голдена, щоб довести, що СВП не з ним. Драммер віддає наказ. Корабель виходить з ладу, і зрештою спалахує. Голдену вдається умовити Амоса дати йому хвилину наодинці, після чого Міллер каже, що вони повинні цілитися в кільце, але рухаються надто швидко. Голден переконує Алекса пригальмувати та увійти до Кільця. Прискорення завдає біль усім на борту. Корабель починає входити в Кільце з ракетою, що йде прямо за ним. |            |                                              |                 |                                          |                    |                                |                |                |
| 9 | 32         | «Intransigence» «Непримиренність»            | Мікаель Саломон | Геллі Ламберт                            | 6 червня 2018      | Буде оголошено                 | Буде оголошено | Буде визначено |
| Ракета була зупинена і перенаправлена Кільцем, але «Росінант» не може зв'язатися або отримати доступ до будь-якої зброї. Марсіанський корабель слідує за ними всередину Кільця. Зонд дотикається краю Кільця та зникає. Оператор Коен зізнається у саботажі корабля, але каже, що йому потрібна була лише інформація. І він ніколи не зустрічав людину, яка зв'язалася з ним, щоб це зробити. Амос відправляє його і Моніку з корабля, щоб марсіани підібрали їх, аби пояснити невинність Голдена. Голден не може відремонтувати корабель без Наомі, і вважає, що їхній єдиний вихід — здатися марсіянам. На «Бегемоті» Ешфорд розмовляє з Наомі, щоб вона зрозуміла, що її серце все ще з «Росінантом». Драммер згуртовує астероїдян, щоб вони рушили до Кільця. Але дозволяє Наомі повернутися на шатлі до своєї старої команди, що опинилася всередині. Спогади показують, що Мельба — друга дочка Жюля-П'єра Мао, яка ніколи не могла отримати його схвалення, оскільки він віддавав перевагу Джулі. Мельба має намір знищити Голдена заради свого батька. Мирних жителів Землі евакуйовано з Кільця, але Анна може залишитися. Міллер просить Голдена досліджувати центр кишенькового виміру, з яким з'єднується Кільце. Голден відокремлюється від корабля і рушає до станції у центрі.                                                          |            |                                              |                 |                                          |                    |                                |                |                |
| 10 | 33         | «Dandelion Sky» «Кульбабове небо»            | Мікаель Саломон | Ден Новак                                | 13 червня 2018     | Буде оголошено                 | Буде оголошено | Буде визначено |
| "Томас Прінс" входить до Кільця. Анна та інші члени екіпажу припускають, що Кільце намагається ізолювати потенційні погрози. Подруга Анни Тіллі впізнає в Мельбі Кларіссу Мао і протистоїть їй. Кларісса атакує Тіллі, щоб її не розкрили. Слідчий визнає, що він лише конструкція в мозку Голдена, яка намагається виконати місію протомолекули з розкриття того, що трапилося із давньою цивілізацією. Коли Голден іде до станції у центрі кишенькового виміру, він стосується ланцюга, показуючи останні думки Міллера, щоб змусити Голдена підкоритися. Вважаючи Голдена божевільним, марсіанська команда, включаючи Боббі, слідує за ним. Вони стріляють у Голдена, але кулі зупиняються у повітрі, а марсіанський лейтенант дефрагментується та поглинається станцією, коли він кидає гранату. Станція змушує всі кораблі ще більше сповільнитись, перериваючи атаку Кларисси на Тіллі. Голден дотикається схеми і йому показують бачення з погляду протомолекули. Йому показують попередні події у зворотному порядку, перш ніж він стає свідком подій далекого минулого, вибуху планет та зв'язку з далеким космосом, і, нарешті, втрачає свідомість. |            |                                              |                 |                                          |                    |                                |                |                |
| 11 | 34         | «Fallen World» «Занепалий світ»              | Роб Ліберман    | Джорджія Лі                              | 20 червня 2018     | Буде оголошено                 | Буде оголошено | Буде визначено |
| Масове різке гальмування призвело до загибелі та важких поранень на усіх кораблях; без сили тяжіння внутрішні рани не дренуються, а це означає, що багато хто помре. Наомі повертається в «Росінант», лікує поранених Амоса та Алекса. На «Бегемоті» Драммер та Ешфорд притиснуті до протилежних сторін великої частини обладнання, працюючи разом, щоб спробувати звільнитися та дізнатися один про одного. Драммер дозволяє йому котитися вперед, ламаючи її ще більше, щоб дати кораблю капітана в особі Ешфорда. Звільнившись, щоб вилікувати Драммера та інших, Ешфорд наказує барабану корабля створити гравітацію, що обертається, відкриваючи корабель для всіх поранених. Залишивши Тіллі вмирати, Кларисса розуміє, що коли всі кораблі тягнуться до центру, вона зможе сісти на «Росінант». Однак Тіллі проживає досить довго, щоб сказати Анні правду. Кларисса сідає на корабель і нападає на Наомі в пошуках Голдена, але Анна слідує за нею і стріляє в неї ззаду. На човні Боббі Голден прокидається і каже їй, що бачив бачення, в якому детально описується кінець усього. |            |                                              |                 |                                          |                    |                                |                |                |
| 12 | 35         | «Congregation» «Об'єднання»                  | Роб Ліберман    | Марк Фергус; Гоук Остбі                  | 27 червня 2018     | Буде оголошено                 | Буде оголошено | Буде визначено |
| Усі сідають на «Бегемот» із усією зброєю, захопленою СВП. Голден вважається божевільним, а Кларисса використовує систему ін'єкцій, щоб послабити її здібності. Вона замкнена навпроти Голдена, і він не знає, хто вона. Анна каже їй, що все, на що вона може зараз сподіватися, це прощення. Голден каже Ешфорду, що істоти, які створили Кільця та протомолекулу, якимось чином були вбиті та використовували Кільця для знищення планетних систем, намагаючись врятуватися. Драммер будує собі механічні ноги за допомогою Наомі, яку вона пізніше з'єднує з Голденом. Кларісса чує муки Голдена, коли він намагається змусити Міллера сказати йому, що робити далі. Амосу подобається Анна. Технік із Землі вирішив відправити пошкоджений човен з ядерною ракетою, щоб спробувати послабити поле, що блокує кораблі, що знерухомлюють, і блокує лазерний зв'язок із зовнішнім світом. У відповідь станція починає заряджати енергію. Ешфорд розуміє, що станція має намір знищити всю сонячну систему, і переконує лідерів Землі та Марса знищити Кільце за допомогою лазера, рятуючи людство ціною знищення всіх, що знаходяться всередині Кільця. |            |                                              |                 |                                          |                    |                                |                |                |
| 13 | 36         | «Abaddons Gate» «Брама Абаддона»             | Тор Фройденталь | Тай Франк; Даніель Абрахам; Нарен Шанкар | 27 червня 2018     | Буде оголошено                 | Буде оголошено | Буде визначено |
| Голден розмовляє з Міллером. Станція вважає, що люди є загрозою, і лазер Ешфорда змусить його зруйнувати сонячну систему. Щоб заспокоїти станцію, вони мають вимкнути кораблі. Голден, Наомі та Драммер штурмують реакторну кімнату «Бегемота». Амос, Алекс, Анна та Моніка передають іншим кораблям повідомлення з проханням вимкнути живлення. Ешфорд звільняє Клариссу для роботи з лазером. Загін Боббі вирушає зупинити трансляцію Анни. Морські піхотинці нападають на Боббі, яка захищає себе та Алекса. Діого атакує реакторну кімнату у марсіанській силовій броні. Наомі руйнує його на ліфті, щоб урятувати Драммер. Повідомлення Анни переконує інші кораблі вимкнутись. Ешфорд наказує вбити Наомі та Голдена, але Кларисса рятує їх і відключає «Бегемот». Станція випускає усі кораблі. Він реактивує кільця, що залишилися, для 1300 населених планетних систем. Боббі приєднується до команди «Росінанта». Голден каже, що Міллер хотів розкрити інші кільця та з'ясувати, що вбило їхніх творців. Це дало можливість людству досліджувати як частину свого плану. «Росінант» проходить через кільцевий бар'єр, коли Голден спостерігає, як якийсь примарний об'єкт, здається, мчить до нього. |            |                                              |                 |                                          |                    |                                |                |                |